# Лось (Мазовецьке воєводство)
Лось (пол. Łoś) — село в Польщі, у гміні Пражмув Пясечинського повіту Мазовецького воєводства.
Населення — 727 осіб (2011).
У 1975—1998 роках село належало до Варшавського воєводства.

## Демографія
Демографічна структура станом на 31 березня 2011 року:
|          | Загалом | Допрацездатний вік | Працездатний вік | Постпрацездатний вік |
| -------- | ------- | ------------------ | ---------------- | -------------------- |
| Чоловіки | 366     | 90                 | 239              | 37                   |
| Жінки    | 361     | 60                 | 228              | 73                   |
| Разом    | 727     | 150                | 467              | 110                  |